# 宇和島市立三間中学校
宇和島市立三間中学校（うわじましりつみまちゅうがっこう）は、愛媛県宇和島市の西南にある公立中学校。

## 沿革

### 経緯
二名・鬼北両中学校の統合によって開校した。

### 年表
- 1967年4月1日 - 学校統合により三間町立三間中学校を開校。

## 教育方針

### 教育目標
- 感謝の気持ちを忘れず、心身ともにたくましく生きる生徒の育成

### 学校像
- 笑顔いっぱいの学校
- 元気いっぱいの学校
- 優しさいっぱいの学校
- アイデアいっぱいの学校
- 花いっぱいの学校

## 部活動

### 運動部
- 野球部
- 水泳部
- 男女硬式テニス部
- 男子バスケットボール部
- 女子バスケットボール部
- 男子卓球部
- 女子卓球部
- 柔道部
- 剣道部

### 文化部
- ブラスバンド部
- 文化部

### 主な出身者
- 前田凛 - 柔道選手